# Хромов, Сергей Петрович
Серге́й Петро́вич Хро́мов (22 августа (4 сентября) 1904, Бронницы, Московская губерния, Российская империя — 29 апреля 1977, Москва, Московская область, СССР) — советский и российский учёный-метеоролог и климатолог, доктор географических наук, профессор (1938), заслуженный деятель науки РСФСР (1975), инженер-майор (с 1943).

## Биография
В 1922 году окончил 1-ю Московскую гимназию и поступил на физико-математический факультет МГУ, который окончил в 1928 году по специальности гидрометеорология. Параллельно учёбе с 1924 года работал техником в обсерватории Государственного геофизического института, а с 1926 по 1946 год — в Московском областном бюро погоды (ныне Гидрометцентр). В 1937 г. без защиты кандидатской диссертации ему присвоена учёная степень кандидата физико-математических наук.
Работал в Институте Красной Армии. В годы Великой Отечественной войны вёл работу имеющую важное значение для армии. Хромов принимал активное участие в подготовке военных метеорологов, неоднократно выезжал на фронты для изучения опыта фронтовой метеослужбы и организации помощи в её работе.
С 1946 года в Ленинграде, где в 1946—1953 годах был заведующим кафедрой метеорологии и климатологии географического факультета ЛГУ, одновременно работал в Арктическом институте и в Военно-инженерной академии им. А. Ф. Можайского. После возврата в Москву в 1953 году стал заведующим кафедрой метеорологии и климатологии географического факультета МГУ (пробыл в должности до 1973).
Умер 29 апреля 1977 года в Москве. Похоронен на Ваганьковском кладбище (11 уч.).

## Научная деятельность
Создатель советской школы синоптической метеорологии и климатологии, внедривший фронтологический анализ в практику службы погоды.
Автор около 150 работ, посвящённых прогнозам погоды, общей циркуляции атмосферы, тропической метеорологии, климату полярных областей и планеты в целом. Составил (1955) первый отечественный «Метеорологический словарь» (в соавторстве со своей супругой, тоже метеорологом, Лидией Ивановной Мамонтовой).
Научный руководитель 40 кандидатов наук, из которых 12 человек позднее защитили докторские диссертации.
Некоторые работы:
- Введение в синоптический анализ. Изд. ГУГМС. 1935.
- Основы синоптической метеорологии, Л., 1948.
- Атмосферная циркуляция и погода на пути «Оби» в плавании 1956—1957 гг. // Труды САЭ. — 1959.- Т. 5. — С. 27-83.
- К 75-летию Тура Бержерона // Метеорология и гидрология. 1966. N 8.
- Метеорология и климатология для географических факультетов, 2 изд., Л., 1968.
- 100 лет нашей службы погоды // Метеорология и гидрология. 1972. N 10.
- Солнечные циклы и климат // Метеорология и гидрология. — 1973. — N 9. — C. 93-110.
- (соавт. Мамонтова Л. И.) Метеорологический словарь. Издание третье, переработанное и дополненное. — Л. Гидрометеоиздат, 1974. — 568 с.
- (соавт. Петросянц М. А.) Метеорология и климатология. М., 1994.